# Národní muzeum dějin Ázerbájdžánu
Národní muzeum dějin Ázerbájdžánu je centrální historické muzeum Ázerbájdžánu. Nachází se v Baku, v bývalém sídle ázerbájdžánského ropného magnáta a filantropa Zeynalabdina Tağıyeva. Bylo založeno v roce 1920 a návštěvníkům otevřeno v roce 1921.

## Historie
Budova muzea byla postavena v letech 1893–1902. Zámek ve stylu italské novorenesance je obrovský a zabírá celý městský blok. V některých částech budovy jsou čtyři patra. Navrhl ji polský architekt Józef Gosławski. 

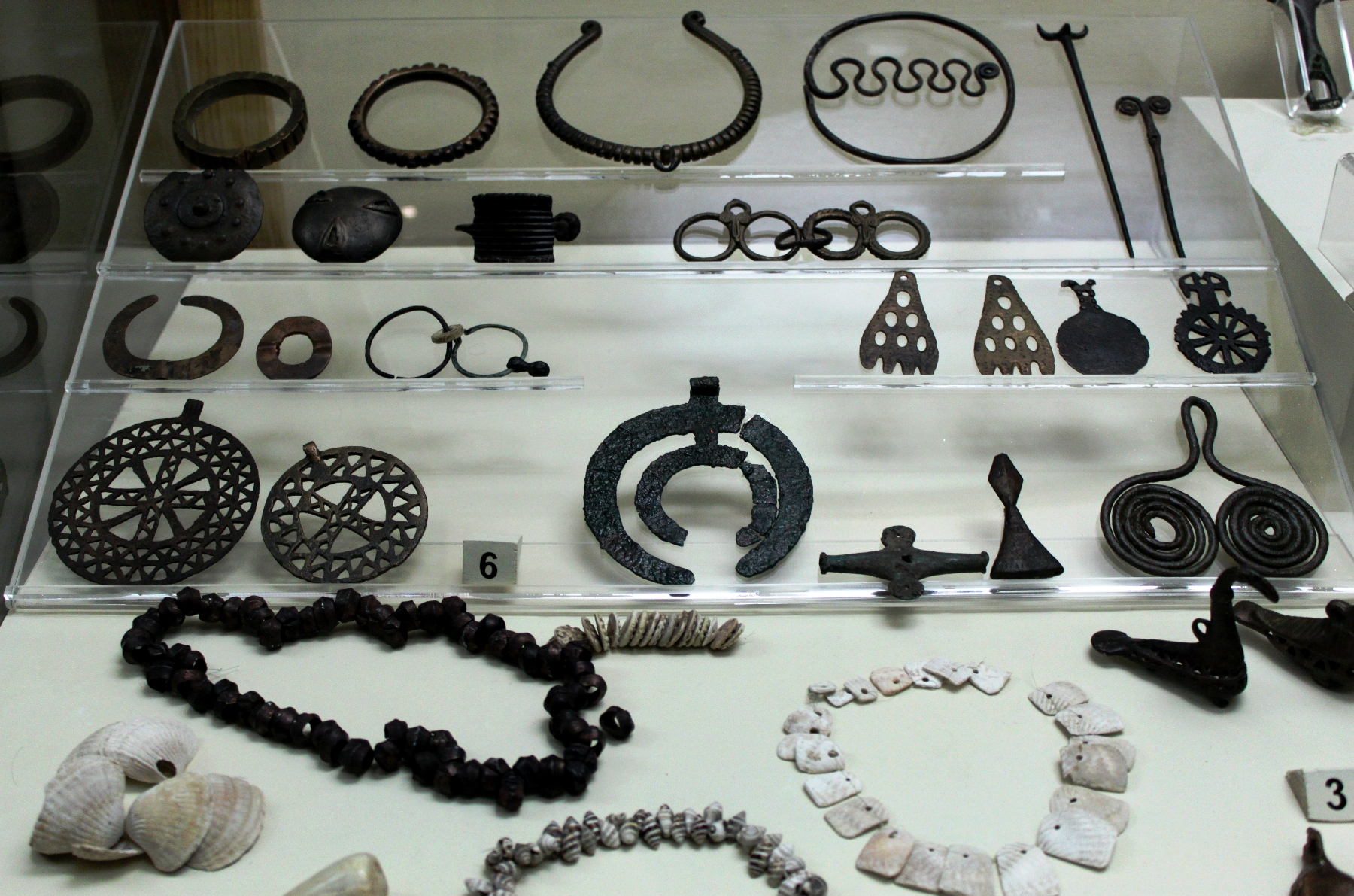
Ozdoby z mědi

Když Rudá armáda v dubnu 1920 vstoupila do Baku, Tağıyevovo sídlo - stejně majetek jiných ropných magnátů - bylo brzy zabaveno. Podle rozhodnutí lidového komisariátu SSSR byla budova určena jako muzeum už v červnu 1920, pouhé dva měsíce poté, co bolševici obsadili Baku. 
V květnu 1934 bylo přijato zvláštní nařízení ke zlepšení výuky dějepisu a zeměpisu na školách nebo přesněji k vtloukání „výdobytků“ socialistické společnosti jejím členům s cílem vychovat příští generaci ve víře v ideologii totalitního režimu. Marxistické chápání historie bylo podpořeno vznikem institucí historického výzkumu a dalších organizací. Kromě toho byly vytvořeny nové typy historických a regionálních muzeí, která inspirovala výuku a propagaci historie. 
Od roku 1925 do 60. let, než byl archeologickou prací pověřen Ústav archeologie Akademie věd, byly základy vědeckého zkoumání starověkých materiálních a kulturních památek na území Ázerbájdžánu položeny pod vedením archeologů muzea (Davud Šarifov, Jevgenij Pachomov, Ishak Jafar-Zadeh, Movsum Salamov, Saleh Gazijev, Mammadali Husejnov). Sbírka muzea se skládá z materiálů objevených při těchto vykopávkách a z etnografických výprav.  

## Architektura

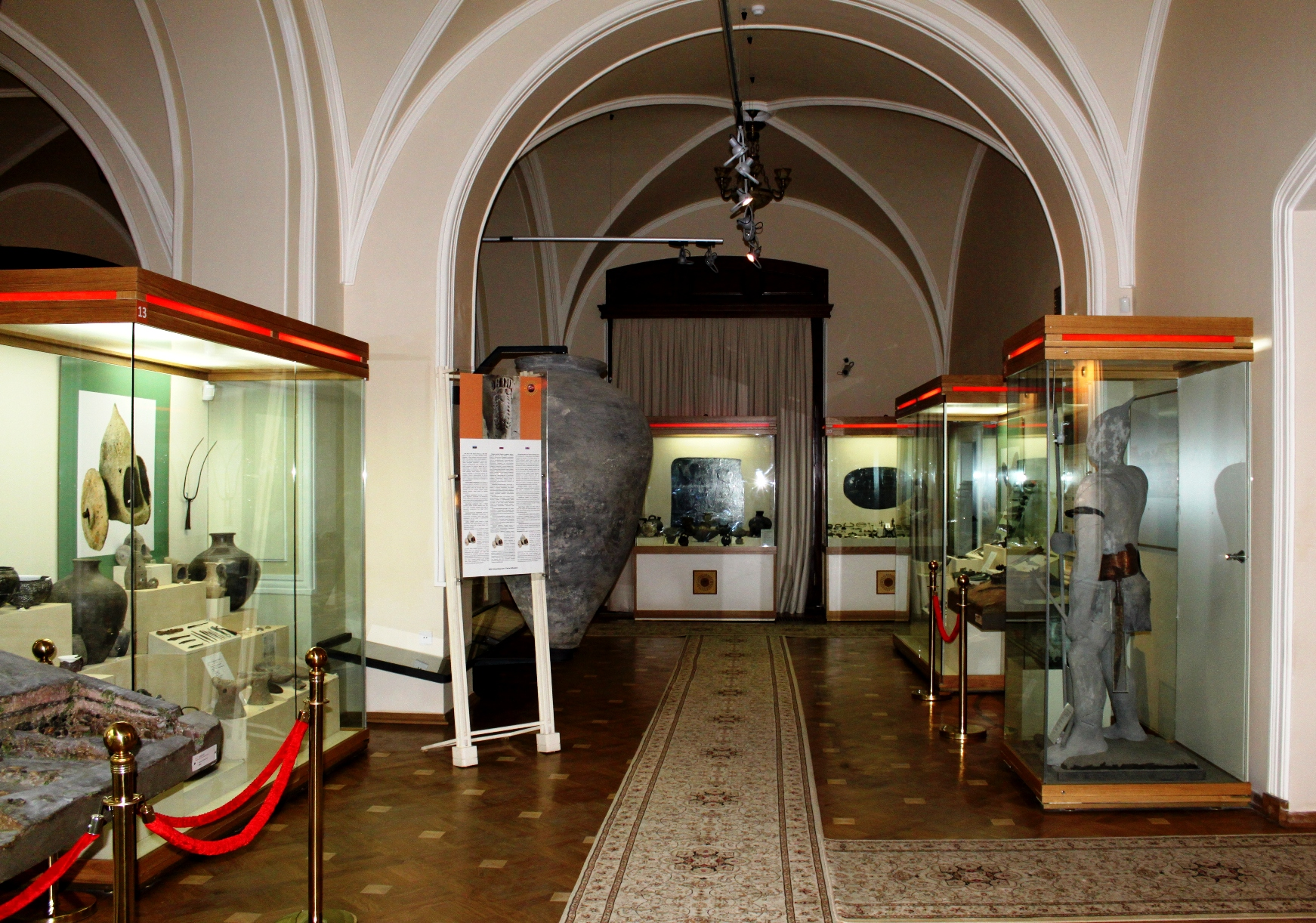
Expozice muzea

Ve druhém patře rezidence jsou dva hlavní sály. Jeden je vyzdoben v orientálním (mauritánském) stylu a druhý v západním stylu. Orientální sál má obrovská okna ze skleněných desek, zlacené oblouky, ozdobné stěny, stropy a lustry. Linie v Západním sále jsou vzájemně kolmé - pravoúhlé . 
Podle fotografií původního interiéru byl jednou z nejzdobnějších místností budoár Tağıyevovy ženy. Veškerý mobiliář a obrazy v této místnosti zmizely. Nezbylo nic kromě výzdoby zrcadlového mozaikového stropu. Během sovětské éry byly na dekorativní květinové vzory na stěnách naneseny čtyři vrstvy bílé barvy. Původní barva zůstala v hlavních sálech rezidence a plynutí času vydržela neuvěřitelně dobře. Barva byla vyrobena z jemně mletých skořápek vajec, stejně jako to dělali tvůrci byzantských ikon. Téměř o 100 let později si původní barvy uchovaly svou jemností a sofistikovanost zobrazených tvarů.

## Oddělení
Muzeum má více než 300 000 exponátů a zahrnuje následující oddělení:  
- Oddělení moderní historie
- Oddělení etnografie
- Oddělení starověké a středověké historie Ázerbájdžánu
- Oddělení vědeckých exkurzí
- Laboratoř restaurování muzejních exponátů
- Fond numismatiky
- Umělecký design
- Knihovna